# Ariadna

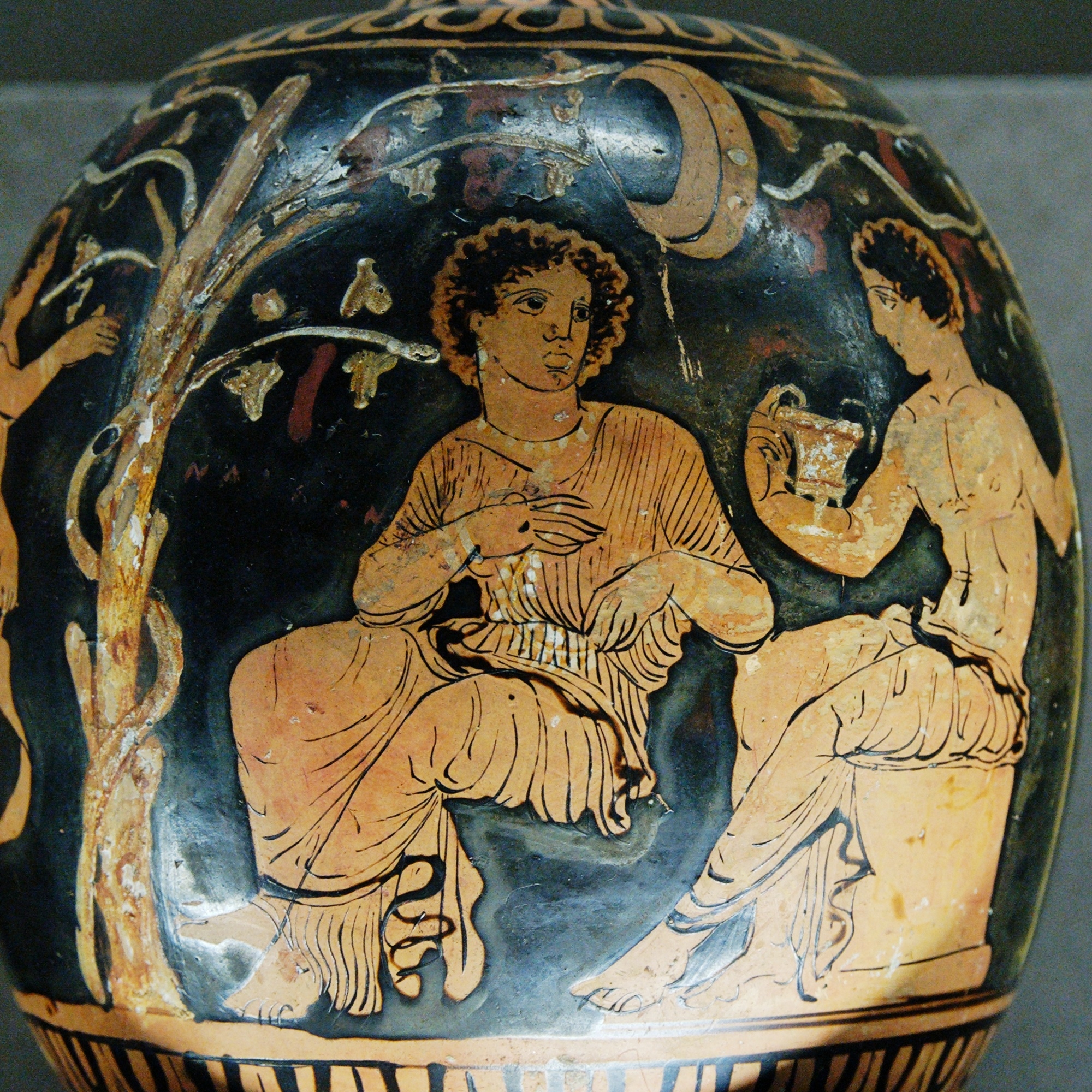
Ariadna amb Dionís, representats en ceràmica grega d'entorn a 380–370 aC

Ariadna (grec antic: Ἀριάδνη; grec modern: Αριάδνη) va ser, en la mitologia grega, la filla del rei de Creta Minos i de Pasífae.

## Etimologia
El nom es compon de la partícula augmentativa ἀρι- i l'adjectiu ἀδνός, que, segons una glossa d'Esiqui, seria un mot cretenc sinònim del grec ἁγνός, 'sacre, pur'; el ginecònim significaria, doncs, 'la santíssima, la molt sacra'.

## Mitologia
Ariadna era filla de Minos i Pasífae i, per tant, princesa de Creta. El rei Minos va sotmetre Atenes després que un fill seu, Androgeu, hi hagués mort assassinat. Va obligar els atenencs a enviar-li a Creta cada nou anys un grup de catorze joves -set nois i set noies-, que serien sacrificats al Minotaure. Un cop, en una d'aquestes trameses de nois, hi anà, voluntàriament, el príncep Teseu, fill d'Egeu, rei d'Atenes. Teseu, un cop arribat a Creta, va enlluernar Ariadna, que se'n va enamorar. Assessorada per Dèdal, li va donar una espasa màgica, amb la qual podria matar el minotaure i un fil de llana que no es podia trencar, que l'ajudaria a trobar el camí de sortida del laberint. Després de sortir del laberint, Teseu es va endur amb ell la princesa Ariadna, però la va abandonar a l'illa de Naxos, segons algunes versions per ordre del déu Dionís, el qual la volia per a ell. Amb aquest déu, Ariadna va tenir sis fills: Enopió (grec antic: Οἰνοπίων -ωνος), Estàfil (grec antic: Στάφυλος -ου), Peparet (grec antic: Πεπάρηϑος -ου), Toes o Toant (grec antic: Θόας -αντος), Eurimedont (grec antic: Εὐρυμέδων -οντος) i Fliant (grec antic: Φλείας -αντος). Ariadna, malgrat tot, va continuar enamorada de Teseu fins a la seva mort. Dionís la va rescatar de l'Hades perquè continués per sempre més al seu costat, i la convertí en la constel·lació Corona Boreal. També diuen que un déu li va fer una corona d'estrelles com a donació de gratitud.
Diverses tradicions expliquen l'abandonament i mort d'Ariadna de maneres diferents:
- Ariadna hauria mort a mans d'Àrtemis, per ordre de Dionís.[3]
- Una tradició diu que una tempesta es va endur el vaixell a l'illa de Xipre on, embarassada, hauria desembarcat; un cop de vent es va endur el vaixell altra vegada a la mar i les dones de l'illa la van cuidar fins al part, en el qual va morir. Teseu hauria tornat a l'illa i hi hauria instituït un ritual en el seu honor.[4]
- Segons altres tradicions, no seria Dionís qui va ordenar a Teseu abandonar Ariadna, sinó que hauria estat Atena o bé Hermes.[4]